# Prêmio Glória Pondé
Prêmio Sylvia Orthof é uma premiação que faz parte dos Prêmios Literários da Fundação Biblioteca Nacional e que é destinada a laurear o melhor livro brasileiro de literatura juvenil.

## História
Em 2007, por ocasião dos 15 anos do Programa de Incentivo à Leitura da Fundação Biblioteca Nacional, foi criado um prêmio para literatura infantil e juvenil nomeado em homenagem a Glória Pondé. Em 2012, este prêmio passou a focar apenas a literatura juvenil, sendo criado um prêmio separado para literatura infantil nomeado em homenagem a Sylvia Orthof.

## Premiados
| Ano  | Literatura juvenil (Prêmio Glória Pondé) |
| ---- | --- |
| 2007 | O Menino Que Vendia palavras, de Ignácio de Loyola Brandão |
| 2008 | Maurício Santana Dias, por 40 Novelas de Pirandello |
| 2009 | Tempo de Voo, de Bartolomeu Campos de Queirós |
| 2010 | Um sujeito sem qualidades, de Jean-Claude R. Alphen |
| 2011 | Alice no telhado, de Nelson Cruz |
| 2012 | Juvenil: Árvore do Medo, de Marco Túlio Costa |
| 2013 | Juvenil: Marcéu, de Marcos Bagno |
| 2014 | Juvenil: Morada das Lembranças, de Daniella Bauer |
| 2015 | Juvenil: A linha negra, de Mario Teixeira |
| 2016 | Juvenil: Canto do Uirapuru, de Érica Bombardi |
| 2017 | Juvenil: Tempo justo, de João Anzanello Carrascoza |
| 2018 | Juvenil: 1º: Os filhos do deserto combatem na solidão, de Lourenço Cazarré 2º: Mendax, o ladrão de histórias, de Breno Fernandes 3º: Os 12 trabalhos de Severino, de Alexandre de Castro Gomes            |
| 2019 | Juvenil: 1º: Minha vida não é cor-de-rosa, de Penélope Martins 2º: Clarice, de Roger Mello 3º: Layla, a menina síria, de Cassiana Pizaia, Rima Awada Zahra e Rosi Vilas Boas                              |
| 2020 | Juvenil: Um lençol de infinitos fios, de Suzana Ramos Ventura. |
| 2021 | Juvenil: 1º: Ex Libris, de Fabio Brust; 2º: Peças de um Dominó, de Pedro Tavares; 3º: Júlia nos Campos Consagrados do Senhor, de B. Kucinski.                                                             |
| 2022 | Juvenil: 1º: O jovem Arsène Lupin e a dança macabra", de Simone Saueressig; 2º: Mapinguari, de Gabriel Góes e André Miranda; 3º: Uma boneca para Menitinha", de Penélope Martins e Tiago de Melo Andrade. |